# غابرييل ريتشاردز
غابرييل ريتشاردز (بالإنجليزية: Gabrielle Richards)‏ مواليد 19 نوفمبر 1984، هي لاعبة كرة سلة أسترالية. يبلغ طولها 6 قدم 2 بوصة (1.9 م). حققت المركز الثالث في كأس العالم لكرة السلة للسيدات 2014.

## الميداليات
| الميدالية | المسابقة                           |
| --------- | ---------------------------------- |
| برونزية   | كأس العالم لكرة السلة للسيدات 2014 |

## روابط خارجية
- غابرييل ريتشاردز على موقع الاتحاد الدولي لكرة السلة (الإنجليزية)
- غابرييل ريتشاردز على موقع كرة السلة الأوروبية.كوم (الإنجليزية)
- غابرييل ريتشاردز على موقع كلية كرة السلة في سبورتس رفرنس.كوم (الإنجليزية)
- غابرييل ريتشاردز على موقع بروبوليرز (الإنجليزية)